# Гнойовик мінливий
Гнойовик мінливий (Geotrupes mutator) — вид жуків родини гнойовиків-землериїв (Geotrupidae).

## Поширення
Палеарктичний вид. В Європі трапляється в усіх країнах, за винятком Ісландії. Далі поширений на схід через Малу Азію, Кавказ і південний Сибір до східного Китаю. По всьому ареалу він локальний, рідкісний і розрізнений.

## Опис
Жук з довжиною тіла від 15 до 24 мм, різного забарвлення: чорно-зелений, темно-зелений, зелено-синій, зелено-бурий, синій, пурпурно-синій, пурпурно-червоний. Іноді колір переднеспинки відрізняється від кольору надкрил. Колір спочатку металевий і опалесцентний, але з віком жук стає тьмяним і чорним. У центрі голови є шишка. Поверхня переднеспинки гладенька з вдавленою в центрі поздовжньою лінією і з боків з великими ямочками.

## Спосіб життя
Харчується цей жук фекаліями коней і великої рогатої худоби. Дорослі комахи зимують, а потім з'являються ранньою весною. Розвиток личинки триває 2–3 місяці. Нове покоління дорослих комах з'являється влітку і залишається активним до осені. Дорослі комахи зазвичай літають вечорами.